# Арцрунян, Эдуард
Эдуард Симонович Арцрунян (28 декабря 1929, Ленинакан (ныне Гюмри) — 5 мая 2010, Ереван) — армянский и советский живописец, педагог, один из крупнейших представителей современной армянской живописи. Народный художник Армянской ССР (1989). Член Союза художников СССР (1961).

## Биография
После окончания в 1944 году ленинаканской художественной школы им. Меркурова, был принят в художественное училище имени П. Терлемезяна в Ереване. Продолжил учебу в средней художественной школе при Всероссийской академии художеств (1947—1951).
В 1951—1957 годах обучался на отделении живописи института живописи, скульптуры и архитектуры им. И. Е. Репина при Академии Художеств СССР в Ленинграде.
Переехал в Москву, где работал в издательстве «Плакат».
В 1974 году переехал в Ереван. В 1980—1990-е годы — член правления Союза художников, председатель секции живописи Союза художников Армении.
Преподавал в ереванском художественном училище им. Терлемезяна, в Художественном институте (ныне — Национальная Академия изящных искусств (Армения)).
В 1957 году впервые участвовал во Всесоюзной художественной выставке в Москве. Впоследствии участвовал во многих коллективных выставках. В 1991—2004 годах имел многочисленные персональные выставки в ряде городов Армении и СССР — в Ереване, Эчмиадзине, Гюмри, Москве, а также зарубежных стран, в том числе, во Франции, Великобритании, Испании, Иране, США, странах Америки, России, на Кипре.
После перенесенного инсульта в 2005 году был частично парализован, но не переставал работать одной рукой.
Работы находятся в фонде Третьяковской галереи (Москва), Национальной картинной галереи Армении и Музее современного искусства (Ереван), в фондах Министерства культуры и Художественном фонде Армении, а также в многочисленных частных коллекциях в Армении и за рубежом.

## Награды
- Заслуженный художник Армянской ССР (1984).
- Народный художник Армянской ССР (1989).
- В 1977—1978 был удостоен государственных наград СССР.
- В 1978—1985 шесть раз был удостоен наград за лучшие работы на выставках одной работы Союза художников.
- Серебряная медаль Академии художеств СССР (1991).
- Премия Союза художников Армении за лучшую работу, представленную на выставках одной картины армянских художников.